# Rudolf Harmening
Rudolf Harmening (* 23. Juli 1892 in Bückeburg; † 1963), auch Rudolph Harmening, war ein deutscher Jurist und Ministerialbeamter.

## Leben
Rudolf Harmening studierte Rechtswissenschaften in Heidelberg, München und Berlin und wurde 1913 Gerichtsreferendar. Von 1914 bis Kriegsende war er als stellvertretender Militärgerichtsschreiber eingesetzt. Nach dem Krieg war er von 1919 bis 1933 Mitglied der DVP. 1919 war er Gerichtsassessor im Reichsschatzministerium und ab 1920 Regierungsassessor. 1922 wurde er zum Regierungsrat im Reichsjustizministerium ernannt und wurde im gleichen Jahr bis 1926 in den einstweiligen Ruhestand versetzt. 1923 war er Landgerichtsrat in der Preußischen Justizverwaltung und wurde 1926 Kommissar der Reichsregierung und Hilfsarbeiter bei der Deutschen Vertretung in New York. 1928 kam er als Regierungsrat erneut in das Reichsjustizministerium und wurde ein Jahr später hier Oberregierungsrat.
Ab März 1934 war er im Reichsministerium für Ernährung und Landwirtschaft, ab 1935 als Ministerialrat und ab 1937 als Ministerialdirektor, bis Mai 1942 als Leiter der Abteilung IV (Erbhof, Volkswirtschaft, Kreditwesen und Entschuldung) und ab 1938 der Abteilung IX (Koordination). Im Herbst 1939 wurde eine zehnte Abteilung für die Festigung deutschen Volkstums eingerichtet und unter die Leitung von Werner Willikens und Harmening gestellt. Ab 1942 war Harmening nebenamtlich Vizepräsident des Reichserbhofgerichts. Bis Kriegsende blieb er im Reichsministerium und war hier zuständig für Bauern- und Bodenrecht.
Zum 1. März 1939 trat er als Sturmbannführer in die SS ein (SS-Nummer 314.997) und wurde zum 20. April 1941 zum SS-Obersturmbannführer befördert. Er war Verwaltungsführer des Reichsnährstands und im Stab des RSHA.
Nach Kriegsende war er bis 1947 in der Zentralverwaltung Hannover tätig. Er sagte als Zeuge in den Nürnberger Kriegsverbrecherprozessen über die Bedeutung des Reichsernährungsministeriums aus, machte aber nur sehr geringfügige Angaben, um die Bedeutung des Ministeriums abzuschwächen, wie Andreas Dornheim vermutet. So behauptet Harmening, dass es nur acht, nicht wie richtigerweise zehn Abteilungen im Reichsernährungsministerium gab.
Harmening war eigentlich durch den Verwaltungsrat des Vereinigten Wirtschaftsgebietes als Stellvertreter von Walter Strauß und Leiter der Dienststelle des Währungsamtes vorgesehen. Aufgrund seiner Belastung in der NS-Zeit wurde er aber kritisch gesehen. So stellte sich Adolf Arndt gegen die Einsetzung von Harmening und auch Strauß sah sich in der Haushaltsdebatte des Rechtsamtes zu einer Stellungnahme zum Vorgang veranlasst. Im Entnazifizierungsverfahren war er in die Kategorie III (minderbelastet) eingestuft worden, hatte aber im Berufungsverfahren seine Entlastung von den Vorwürfen erhalten. Es kam zu einer Überprüfung der Person Harmening durch den Politischen Prüfungsausschuss des Wirtschaftsrates, welche Anfang September 1948 mit einer Ablehnung Harmenings als stellvertretender Leiter, aber einer Fürsprache zur Anstellung als Ministerialrat im Rechtsamts als Zwischenstand endete. Mitte November 1948 lehnte der Ausschuss aber jegliche Einstellung Harmenings ab, da die Befürchtung bestand, dass er doch als stellvertretender Amtsleiter auftreten könnte. Strauß brachte den Fall vor den Hauptausschuss des Wirtschaftsrates, um doch eine Anstellung Harmenings zu erreichen. Am 2. März 1949 wurde die Einstellung Harmenings mehrheitlich durch den Hauptausschuss endgültig abgelehnt.
Er war Mitautor mehrerer Bücher und Gesetzeskommentare und war Mitglied des Verwaltungsrates der Deutschen Rentenbank-Kreditanstalt.

## Werke (Auswahl)
- gemeinsam mit Franz Schlegelberger: Gesetz über die Aufwertung von Hypotheken und anderen Ansprüchen vom 16. Juli 1925. Vahlen, Berlin 1925.
- gemeinsam mit Erwin Pätzold: Reichswirtschaftsgesetze. Vahlen, Berlin 1931.
- Die Währungsgesetze. Biederstein, München 1949; in mehreren Auflagen, letzte Auflage 2023.
- gemeinsam mit Erwin Pätzold: Die landwirtschaftliche Schuldenregelung und Zinssenkung des landwirtschaftlichen Realkredits. Vahlen, Berlin 1933; in mehreren Auflagen.
- gemeinsam mit Pierre Baudouin-Bugnet, Hugo Neumann: Gutachten zur Rückerstattung. Jus-Verlagsgesellschaft, 1950.
- Hypothekengewinnabgabe. Verlag C. H. Beck, München, 1953; in mehreren Auflagen.